# Minuartia cumberlandensis
Minuartia cumberlandensis är en nejlikväxtart som först beskrevs av Wofford och Kral, och fick sitt nu gällande namn av J.Mcneill. Minuartia cumberlandensis ingår i släktet nörlar, och familjen nejlikväxter. Inga underarter finns listade i Catalogue of Life.

## Bildgalleri

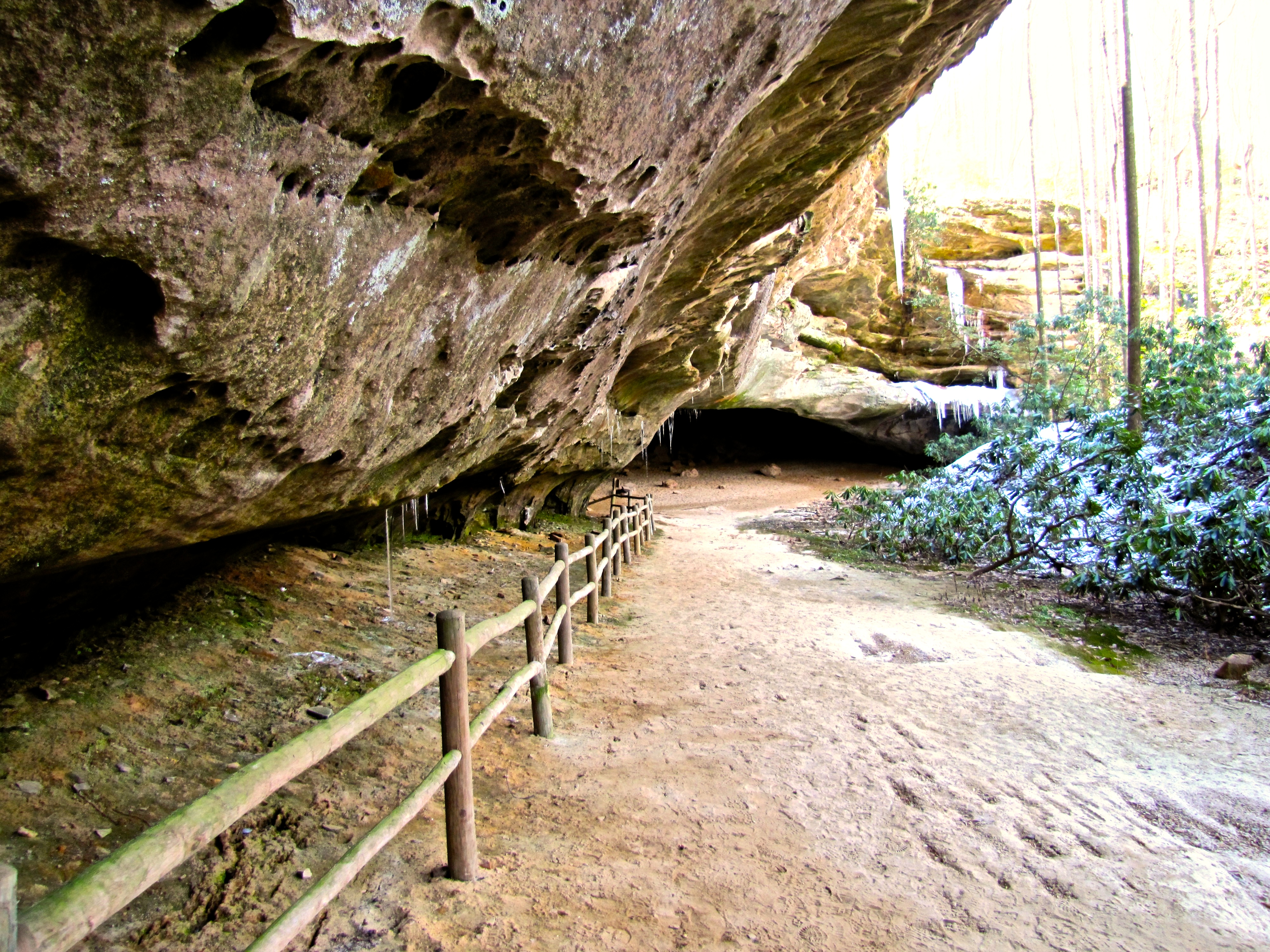